# The Circumference of Reason
The Circumference of Reason (englisch für Der Umfang der Vernunft) ist ein Jazzalbum des ROVA Saxophone Quartet. Die am 22. Juni, am 22. und 23. September 2018 und am 1. Juli 2019 entstandenen Aufnahmen erschienen im November 2021 auf ESP-Disk.

## Hintergrund
Dem Rova Saxophone Quartet gehören seit 1987 (nach dem Ausscheiden Andrew Voigts) Bruce Ackley (Sopran, Tenor), Steve Adams (Alt, Sopranino), Larry Ochs (Tenor) und Jon Raskin (Baritonsaxophon) an. Neben der Komposition „The Enumeration“ zollt die Band auf dem Album dem 1998 verstorbenen Saxophonisten Glenn Spearman mit dessen „The Extrapolation of the Inevitable“ Tribut, der mit ROVA einen Probenraum in der San Francisco Bay Area teilte. Außerdem enthält das Album zwei deutlich unterschiedliche Versionen von „NC 17“, eine weitere in der Reihe von ROVAs strukturierten Improvisationen, die alle mit einem sich ständig erweiternden Satz visueller und akustischer Hinweise entworfen wurden.

## Titelliste
- ROVA Saxophone Quartet: The Circumference of Reason[1]

1. Extrapolation of the Inevitable (Glenn Spearman) 4:56
2. NC 17, Version 1 (Raskin, Ochs, Adams, Ackley) 10:08
3. The Circumference of Reason (Steve Adams) 9:46
4. Xenophobia (Steve Adams) 6:17
5. NC 17, Version 2 (Raskin, Ochs, Adams, Ackley) 13:02
6. The Enumeration (for Glenn Spearman) (Steve Adams) 8:06

## Rezeption

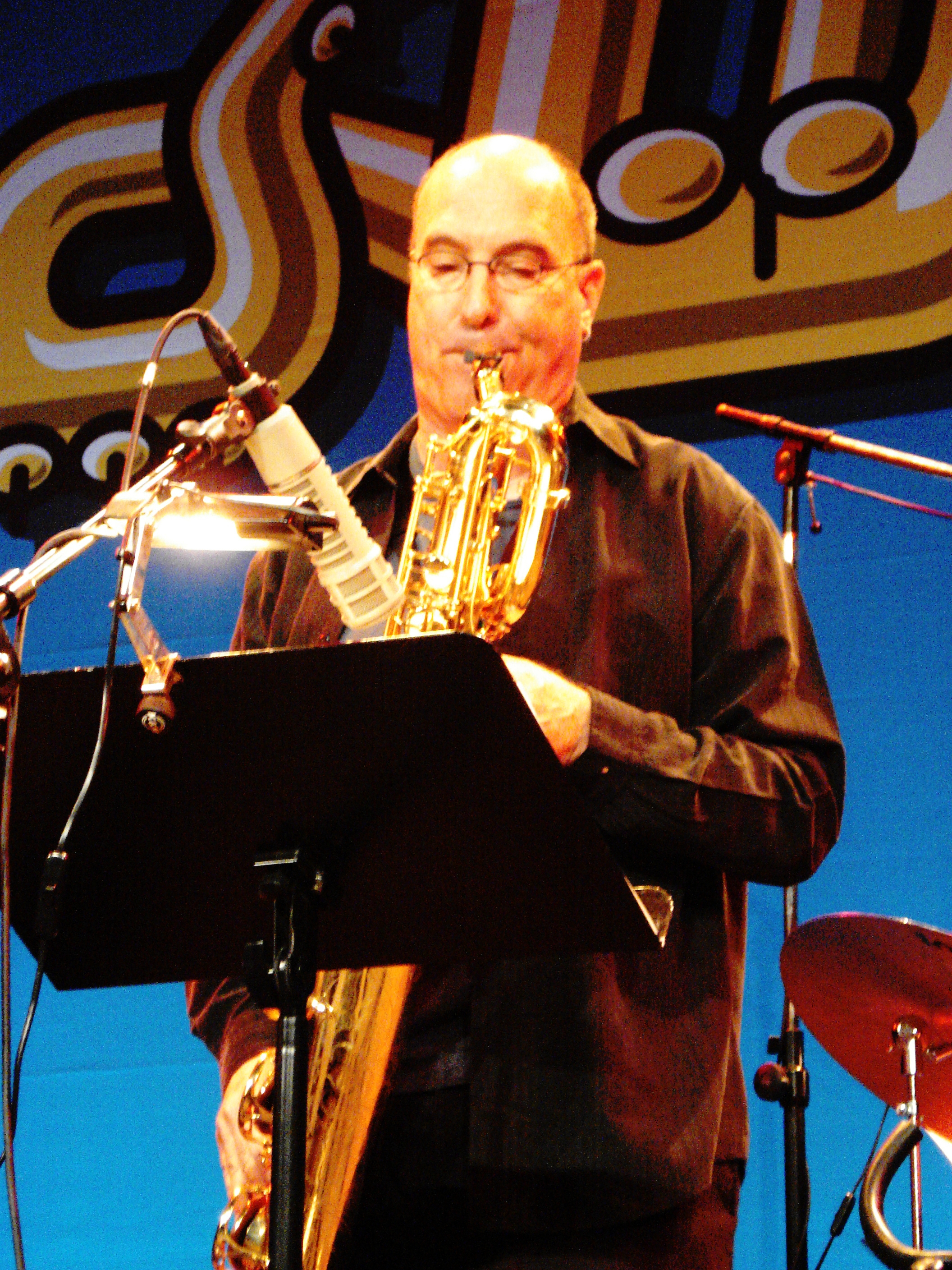
Jon Raskin beim Jazzfestival Saalfelden 2009

Michael Toland (The Big Takeover) meinte, das ROVA Saxophone Quartet zeige in seinem 45. Jahr auf The Circumference of Reason keine Anzeichen einer Entspannung, geschweige denn einer Verlangsamung. Ackley, Adams, Ochs und Raskin würden sich auf dem Terrain zwischen Avantgarde-Komposition und freier Improvisation bewegen und brächten dabei sowohl kompositorische Schwerkraft als auch verspielte Launigkeit ein. Im Geiste des Art Ensemble of Chicago und des anderen Saxophon-Ensembles, des World Saxophone Quartet, bemühe sich ROVA um ernsthaftes Spiel.
Josef Woodard verlieh dem Album im Down Beat vier Sterne und schrieb, die vier Mitglieder von ROVA würden sechs Tracks bieten, die vor dem charakteristischen Geflecht aus freiem Spiel (oft Gruppenimprovisation versus Solo) und straffen strukturellen Passagen strotzten. Optionen und Konzepte offen zu halten und Änderungen zu unterliegen, sei eine langjährige Arbeitsweise von ROVA, wie hier durch zwei sehr unterschiedliche Versionen des Stücks „NC 17“ belegt werde, die abwechselnd atmosphärisch und grotesk klinge. Auch wenn ROVA im Wesentlichen unter dem Etikett „Jazz“ operiere, enthalte deren Musik auch Aspekte der Harmonien und Rhythmik der Klassik des 20. Jahrhunderts – zum Beispiel Nuancen der Werke von Olivier Messiaen, Bela Bartók und Maurice Ravel – und eine „swingfreie, minimalistische Kinetik“, die an den Beginn des Saxophons als „klassisches“ Instrument erinnere. Hier würden „Xenophobia“ und das Titelstück „The Circumference of Reason“ kammermusikartige Strukturen aufweisen, die mit Solo-Passagen verflochten sind.